# سينما الزوراء
سينما الزوراء هي واحدة من أقدم دور السينما الواقعة في منطقة المربعة ببغداد، العراق. وتعتبر معلماً معمارياً مهماً في شارع الرشيد ومعلماً تراثياً بغدادياً. 

## تاريخ
بحلول أوائل القرن العشرين، بدأت دور السينما في الظهور في بغداد وأصبحت جزءًا من الحياة العراقية. في ذلك الوقت، كان الذهاب إلى دور السينما حدثًا أسبوعيًا لكل من الطبقة العاملة والطبقة المتوسطة. أصبح يوم الخميس هو اليوم التقليدي في الأسبوع الذي تذهب فيه العائلات البغدادية والطلاب إلى المسارح. بنيت إحدى هذه دور، وهي سينما الزوراء، شُيّدت السينما في عام 1937 متأثرة بالعمارة الألمانية، وافتُتحت في أوائل ثلاثينيات القرن العشرين. وقد اشتهرت آنذاك بعرض مسلسلات فلاش جوردون في قاعاتها. وكان بجوار مدخلها مقهى يُعرف بـ«مقهى الملا حمادي» يقدّم القهوة ووسائل الترفيه لروّاد السينما والطلاب على حدّ سواء. كانت السينما تعتبر رائعة وتقع أيضًا بالقرب من مقهى البرازيلي.
بعد أن فرضت الأمم المتحدة عقوبات على العراق عقب حرب الخليج، بدأت صناعة السينما في العراق تعاني وتتراجع. توقف استيراد الأفلام، بل توقف إنتاج الأفلام داخل البلاد. أصبحت سينما الزوراء فارغة ومعداتها قديمة. ومنذ ذلك الحين، أصبحت السينما مهجورة. ولا تزال سينما الزوراء أحد الأمثلة القليلة الباقية من دور السينما البغدادية القديمة إلى جانب سينما روكسي. وعلى عكس المباني الثقافية الأخرى في شارع الرشيد التي تحولت إلى متاجر، تحولت السينما إلى مسرح.

## بنيان
صُمم المبنى ليبدو تجسيدًا للخيال السينمائي والعوالم الخيالية للأفلام المعروضة فيه. ويهدف وجود زخارف الواجهة ذات الشكل الغريب على واجهة السينما الخارجية إلى التلميح إلى واقع سينمائي متخيل. ولا يُعرف من هو مصمم السينما، إلا أن بعض المصادر تشير إلى أن المهندس المعماري "نعمان منيب المتولي" هو من صمم وأشرف على العديد من المباني في بغداد.